# Nick Lyon
Nick Lyon est un réalisateur et scénariste américain, né le 25 avril 1970 à Pocatello, en Idaho (États-Unis) et basé à Los Angeles. Il a passé neuf ans en Allemagne où il a fréquenté la célèbre Académie du film du Bade-Wurtemberg à Louisbourg.
En Allemagne, Lyon a dirigé Maximilian Schell, lauréat d’un Oscar du meilleur acteur, dans I Love You, Baby, un thriller produit par Warner Bros.. Lyon a depuis réalisé de nombreux films internationaux et des films indépendants primés. Lyon est lauréat du DGA Directors Award au Festival international du film de Moondance, pour son film indépendant Punk Love. Ses réalisations incluent Grendel et Annihilation Earth pour NBC / Universal Pictures, La Mutante 4 pour Metro-Goldwyn-Mayer et Péril en mer du Nord pour RTL Allemagne.

## Filmographie
- 2000 : I Love You, Baby
- 2006 : Punk Love
- 2007 : La Mutante 4
- 2007 : Beowulf et la Colère des dieux (Grendel)
- 2009 : L'Équation de l'apocalypse (TV)
- 2011 : Zombie Apocalypse (TV)
- 2011 : Le Triangle de l'Apocalypse (TV)
- 2012 : Rise of the Zombies
- 2013 : Un intrus dans ma maison (TV)
- 2014 : Bullet
- 2014 : Bermuda Tentacles (TV)
- 2014 : Hercule : La Vengeance d'un Dieu
- 2014 : Z Nation - Saison 1 épisode 10
- 2015 : They Found Hell ou Highway to Hell (TV)
- 2016 : Terrapocalypse (TV)
- 2016 : La Seconde Femme (The Other Wife) (TV)
- 2017 : Isle of the dead
- 2017 : Operation Dunkirk
- 2017 : Les codes de l'apocalypse
- 2018 : Un réveillon sur mesure (TV)
- 2019 : D-Day
- 2019 : Le Grand Bal du réveillon (TV)
- 2022 : Titanic 666
- 2022 : On Fire